# Leonid Stefanyšyn
Leonid Stefanyšyn (in ucraino Леонід Стефанишин?; Kiev, 7 giugno 1985) è un ex cestista ucraino.